# Сульфобісмутити
Сульфобісмутити (рос. сульфовисмутиты, англ. sulphobismuthites, нім. Bismuthitspiessglanze m pl, Sulphbismuthite n pl) — рідкісні мінерали класу сульфосолей — сполуки металів з радикалом [Bi2S6]3- (наприклад, ліліаніт — Pb3[Bi2S6]).